# Pegasus laternarius
Pegasus laternarius is een  straalvinnige vissensoort uit de familie van zeedraken (Pegasidae). De wetenschappelijke naam van de soort is voor het eerst geldig gepubliceerd in 1816 door Cuvier.
De soort staat op de Rode Lijst van de IUCN als Kwetsbaar, beoordelingsjaar 1996.